# Camil Baciu
Camil Baciu (născut Camillo Kaufman, n. 21 iunie 1926, Galați, România – d. aprilie 2005) a fost un ziarist și scriitor român evreu asociat cu literatura științifico-fantastică. A fost prieten cu, printre alții, Iordan Chimet (cu care a făcut parte dintr-un grup anti-nazist) și Gheorghe Ursu. S-a exilat în Franța în 1969.

## Biografie
A studiat la liceul Vasile Alecsandri din Galați și Institutul Politehnic din București. A lucrat șapte ani în profesia sa, dar mai târziu s-a orientat către o altă direcție, scriind proză și piese de teatru. A fost jurnalist la Flacăra, dar apoi a fost dat afară din partidul comunist în 1968 și de la revistă. A făcut o plimbare cu o mică lotcă (și o iubită) pe Dunăre, de la Porțile de Fier până în Delta Dunării și a transmis telefonic reportaje către ziarul Sportul popular.
A plecat în Franța în 1969, la Lyon, unde a scos o revistă de „humor negru și absurd“ intitulată Le Chronogonmoscopographe (1970) și „a oferit-o gratuit celor capabili să-i citească titlul dintr-o suflare“; a apărut doar primul număr. S-a mutat apoi la Paris, unde a lucrat la fabricile Renault. A călătorit în Israel, unde s-a căsătorit, iar cuplul a avut o pereche de gemeni.
În 1974 a scris piesa de teatru Pledoarie pentru Augustin, care a fost interpretată la Théâtre de l'Atelier din Paris. A ținut conferințe publice în Belgia și Israel.

## Opera
- Nu departe de castelul prințesei Istorisiri de călătorie. Editura Tineretului, 1956[3]

## Literatură pentru copii
- Împreună cu nene Iani, Editura Tineretului, 1957

### Romane
- Ilarion și Hirondelle (1966)
- Mașina destinului, Editura Tineretului, București, 1966
- Soarele portocaliu, 1965
- Grădina zeilor, Editura Tineretului, București, 1968 (reeditată în 2001 la Editura Fundației Culturale Române)

- Nu departe de castelul prințesei, București, 1956
- Experiența „Colombina”,  CPSF 126 (15.02.1960) - 127 (01/03/1960), Editura Revista Știință și Tehnică
- Aragua (1964) - în colecția Planeta cubică
- Legea cea mare, 1964
- Met..., Editura Revista Știință și Tehnică, 1964 (2 vol.)

### Colecții
- Revolta creierilor, Editura Tineretului, București, 1962. Conține povestirile „Revolta creierilor”, „Omul creier”, „Discul de zircon”, „Arborele magic”, „Experimentatorul de pilule” și „Cântecul de luptă al elefanților”
- Planeta cubică, Editura Tineretului, București, 1964. Conține romanul Aragua și povestirile „Ultima rază”, „Mesajul strămoșilor”, „Ienicec”, „Al patrulea cer”, „Legea cea mare”, „Planeta cubică” și „Iubirile cavalerului”.

### Povestiri
- „Arborele magic” (1962)
- „Cântecul de luptă al elefanților” (1962)
- „Discul de zircon” (1962)
- „Experimentatorul de pilule” (1962)
- „Omul creier” (1962)
- „Revolta creierilor” (1962)
- „Legea cea mare” (1963)
- „Al patrulea cer” (1964)  Tradusă în engleză ca The Fourth Sky” în 1995.
- „Ienicec” (1967) . Tradusă în engleză ca „Ienicec” în 1995.
- „Iubirile cavalerului” (1964)
- „Mesajul strămoșilor” (1964)
- „Planeta cubică” (1964)
- „Ultima rază” (1964)